# Guy Sebastian
Guy Sebastian (ur. 26 października 1981 w Kelang) – australijski piosenkarz i autor piosenek.
W 2003 roku Sebastian wygrał pierwszą edycję australijskiej wersji programu Idol, w latach 2010–2012 był jurorem w kolejnych sezonach talent-show. Jego debiutancka płyta, zatytułowana Just as I Am osiągnęła status sześciokrotnej platynowej płyty w kraju, natomiast jego pierwszy singiel, „Angels Brought Me Here” z 2003, okazał się najczęściej kupowaną piosenką w Australii w ciągu dekady. Sebastian wydał łącznie siedem albumów studyjnych, każdy z nich trafił do pierwszej dziesiątki list najczęściej sprzedawanych krążków w Australii, pierwsze sześć zdobyło certyfikat platynowej bądź podwójnej platynowej płyty. Piosenkarz jest jednocześnie jedynym australijskim wokalistą oraz trzecim wykonawcą w historii krajowych list przebojów, którego sześć singli trafiło na pierwsze miejsce notowań. Oprócz tego, ma na swoim koncie łącznie 51 platynowych i sześć złotych płyt, a także sprzedał łącznie ponad 3,7 miliona płyt i singli, dzięki czemu zyskał miano najbardziej wyróżnianego na rynku byłego uczestnika wszystkich edycji australijskiej edycji programu Idol.
W swojej karierze Sebastian współpracował z takimi artystami, jak Brian McKnight, Robin Thicke, Steve Cropper, John Mayer, Jordin Sparks i Eve, zaśpiewał także podczas koncertów m.in. przed Papieżem Benedyktem XVI, Oprah Winfrey oraz Elżbietą II. Od początku swojej kariery piosenkarz otrzymał łącznie 24 nominacje do Nagród Australijskiego Stowarzyszenia Przemysły Fonograficznego (ARIA), zdobył ostatecznie cztery z nich. Oprócz kariery muzycznej, Sebastian udziela się także charytatywnie, jest ambasadorem Światowej Wizji Australii oraz Australijskiego Czerwonego Krzyża.
W 2008 roku został autorem piosenki „Receive the Power”, będącej hymnem XXIII Światowych Dni Młodzieży organizowanych w Sydney. Cztery lata później wydał singiel „Battle Scars” nagrany w duecie z Lupe Fiasco, za który otrzymał status dziewięciokrotnej platynowej płyty w kraju. W 2015 roku z utworem „Tonight Again” reprezentował Australię podczas jubileuszowego, 60. Konkursu Piosenki Eurowizji.

## Życiorys

### Dzieciństwo i edukacja
Guy Sebastian urodził się w Kelang jako drugi syn Ivana pochodzącego ze Sri Lanki oraz Nellie, córki Brytyjczyka i Portugalki wychowanej w Indiach. Para poznała się podczas studiów, pobrała się natomiast po roku znajomości. Sebastian ma trzech braci: trzy lata starszego Oliviera, i młodszych – siedem lat młodszego Christophera i dziewięć lat młodszego Jeremy’ego. W 1998 roku rodzina wyemigrowała do Australii, gdzie urodzili się dwaj młodsi bracia Sebastiana. Na początku Sebastian z rodzicami i rodzeństwem mieszkał w Melbourne, potem przeprowadził się do Adelaide z powodu zobowiązań zawodowych Ivana, który był geologiem.
Jako dziecko Sebastian zaczął pobierać naukę gry na skrzypcach, później sam nauczył się grać także na gitarze, perkusji i fortepianie. Jako nastolatek uczęszczał do Rajskiej Wspólnoty Kościoła (ang. Paradise Community Church), której był głównym solistą. Śpiewał także z chórem Młodzieżowej Konferencji Wstrząsaczy Ziemi Rajskiej Wspólnoty Kościoła (ang. Paradise Community Church Youth Conference Planetshakers), z którym nagrał płyty w latach 2002–2003. W tym samym czasie studiował na kierunku Promieniowanie medyczne, jednak później porzucił studia na rzecz kariery muzycznej. Uczył śpiewu w Koledżu Świątyni Chrześcijańskiej i innych szkołach średnich, a także pracował jako inżynier muzyczny oraz studiował technologię muzyki w Starszej Szkole Muzycznej.

### Kariera muzyczna

#### 2003–04:Australian Idol

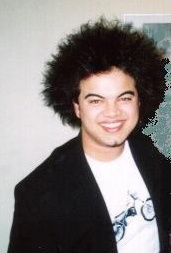
Guy Sebastian podczas World Idol w 2003 roku

W maju Sebastian z powodzeniem przeszedł przesłuchania do pierwszej edycji australijskiej wersji programu Idol, podczas których wykonał swoją interpretację piosenki „Ribbon in the Sky” z repertuaru Steviego Wondera. W listopadzie wygrał finał konkursu, dzięki czemu podpisał kontrakt płytowy z wytwórnią BMG, późniejszym Sony. Po wygranej w talent-show Sebastian miał sześć dni na nagranie swojej debiutanckiej płyty. Niedługo potem wziął udział w światowej wersji programu – World Idol, w której ostatecznie zajął siódme miejsce po wykonaniu przeboju „What a Wonderful World” Louisa Armstronga.
Pierwszym singlem zapowiadającym debiutancki album Sebastiana został utwór „Angels Brought Me Here”, który zadebiutował na pierwszym miejscu australijskich list przebojów oraz został najczęściej kupowanym singlem roku w Australii, dzięki czemu osiągnął status czterokrotnej platynowej płyty. W 2010 roku piosenka została okrzyknięta najczęściej kupowanym singlem w Australii w ciągu dekady, do 2011 był natomiast najczęściej kupowanym singlem australijskiego wykonawcy w historii. Utwór dotarł do pierwszego miejsca list przebojów także m.in. w Singapurze, Malezji, Indonezji, Nowej Zelandii i na Filipinach. Drugim singlem z płyty została piosenka „All I Need Is You”, która dotarła na szczyt australijskiej listy przebojów.
W grudniu ukazała się debiutancka płyta Sebastiana, zatytułowana Just As I Am, na której ostatecznie znalazły się m.in. trzy utwory współtworzone przez piosenkarza. W pierwszym tygodniu po premierze krążek osiągnął sprzedaż ponad 163 tys. egzemplarzy, zostając tym samym drugą najczęściej kupowaną płytą w siedem dni po wydaniu w historii australijskich notowań. Album zyskał status sześciokrotnej platynowej płyty w kraju, dzięki czemu został najlepiej sprzedającym się w kraju krążkiem wydanym przez uczestnika Australian Idol.
Na początku 2004 roku Sebastian pojawił się na ceremonii Asian MTV Awards, a także wystąpił gościnnie jako juror w nowozelandzkiej i indonezyjskiej wersji programu Idol. W kwietniu wziął udział w trasie koncertowej po Malezji, po jej zakończeniu wyjechał do Stanów Zjednoczonych, gdzie zaczął pisać materiał na swoją drugą płytę oraz wystąpił gościnnie podczas talent-show American Idol.

#### 2004–07:Beautiful LifeiCloser to the Sun

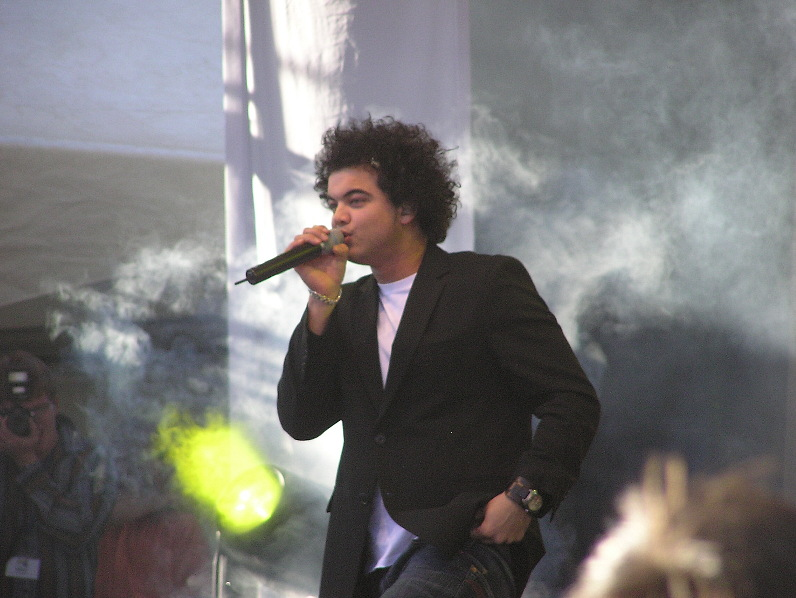
Sebastian podczas koncertu w 2004 roku

W październiku 2004 roku ukazał się drugi album studyjny Sebastiana, zatytułowany Beautiful Life, który ostatecznie dotarł do drugiego miejsca list najczęściej kupowanych krążków oraz zdobył status platynowej płyty. Wśród wszystkich utworów umieszczonych na płycie znalazła się m.in. piosenki „Out with My Baby” i „How” napisane przez Robina Thicke oraz utwór „Forever with You” nagrany w duecie z Mýą. Głównym singlem z krążka został utwór „Out with My Baby”, który zadebiutował na pierwszym miejscu australijskiej listy przebojów oraz uzyskał status platynowej płyty. Dwoma pozostałymi singlami promującymi album zostały numery „Kryptonite” i „Oh Oh”.
W listopadzie 2004 roku Sebastian wystąpił podczas gali wręczenia Nagród Australijskiej Branży Fonograficznej, w trakcie której otrzymał statuetkę w kategorii Najczęściej kupowany singiel za piosenkę „Angels Brought Me Here”, a także zyskał tytuł Artysty roku według telewizji Channel V Oz. Podczas tej samej ceremonii otrzymał także nominację w kategorii Najczęściej kupowany album za płytę pt. Just as I Am.
W 2005 roku artysta zdobył nagrody w kategorii Najlepszy teledysk, Ulubiony muzyczny artysta oraz Ulubiony Australijczyk podczas gali wręczenia Nickelodeon Kids’ Choice Awards oraz statuetkę MTV Video Music Awards za klip do singla „Out with My Baby”. Oprócz tego był nominowany do ARIA Awards w kategorii Najczęściej kupowany album za płytę Beautiful Life.
Od maja do sierpnia 2006 roku Sebastian brał udział w programie It Takes Two, w którym występował w duecie z Sarah Ryan, trzykrotną mistrzynią olimpijską w pływaniu, z którą zajął ostatecznie drugie miejsce. W międzyczasie zaczął pracę nad materiałem na swoją trzecią płytę studyjną, zatytułowaną Closer to the Sun, która ukazała się pod koniec października tegoż roku. Album promował singiel „Taller, Stronger, Better”, który zadebiutował na drugim miejscu krajowej listy przebojów oraz otrzymał status złotej płyty. Drugim utworem promującym płytę był numer „Elevator Love”, który dotarł do 11. miejsce notowań oraz również zyskał certyfikat złotej płyty. W teledysku do utworu gościnnie wystąpiła Jennifer Hawkins. Sam krążek dotarł do czwartego miejsca notowań w kraju oraz uzyskał certyfikat platynowej płyty.
W 2006 roku Sebastian otrzymał nagrodę podczas APRA Music Awards w kategorii Najczęściej grana piosenka w stylu urban za utwór „Oh oh”. Singiel zapewnił artyście także statuetkę za Najlepszy teledysk oraz tytuł Najlepszego artysty podczas ceremonii wręczenia Urban Music Awards. Drugi rok z rzędu Sebastian został mianowany także Ulubionym Australijczykiem podczas gali Nickelodeon Kids’ Choice Awards. W sierpniu 2007 roku ukazał się trzeci singiel promujący płytę pt. Closer to the Sun – „Cover on My Heart”.

#### 2007–08:The Memphis AlbumiTour

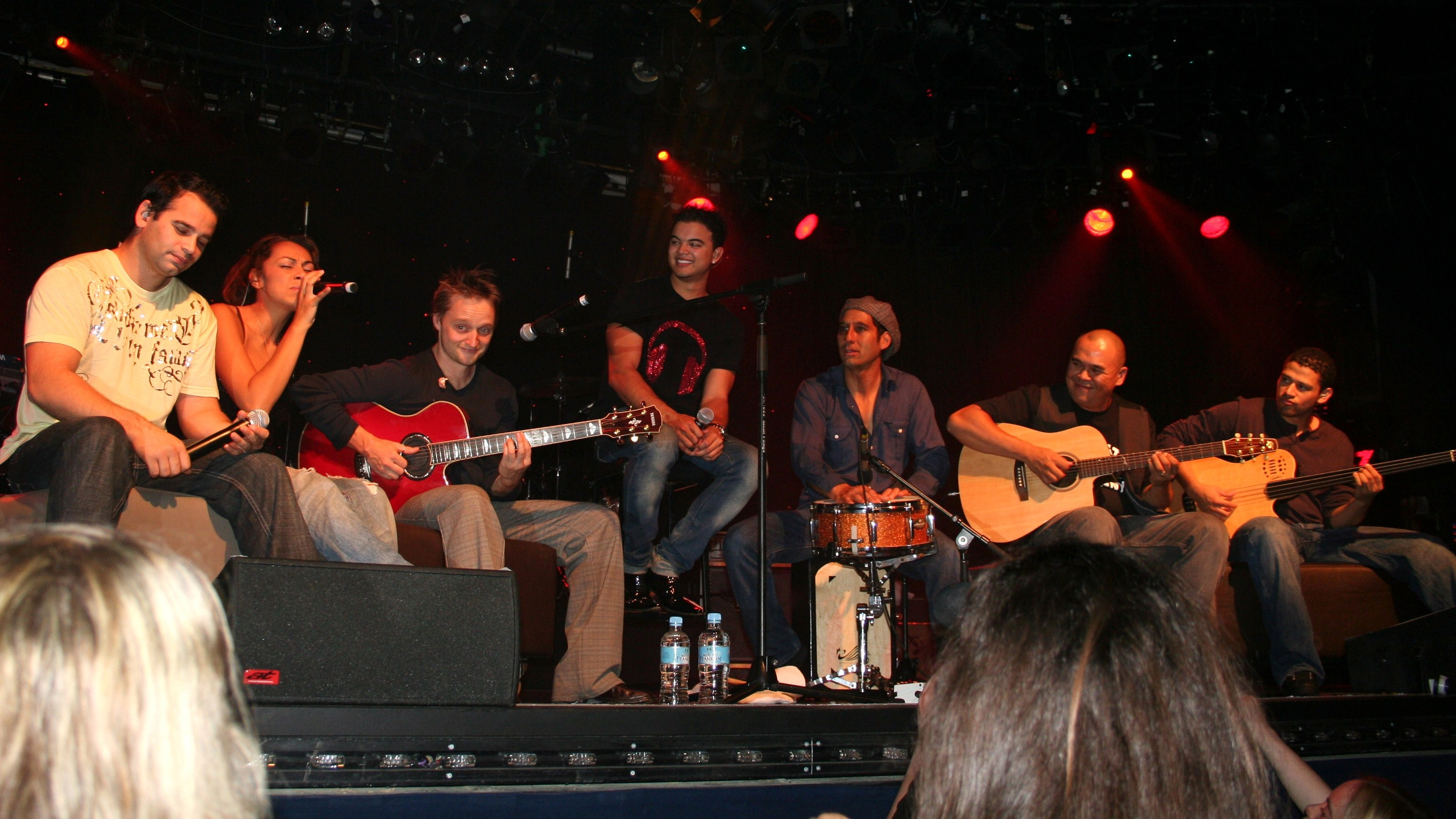
Sebastian z zespołem podczas trasy koncertowej w 2007 roku

Na początku 2007 roku Sebastian poinformował, że rozpoczął pracę nad materiałem na nowy album, na którym znajdą się najpopularniejsze piosenki soulowe. Sesje nagraniowe płyty zostały zorganizowane w Memphis, piosenkarz zaprosił do udziału w nagraniach muzyków z wytwórni Stax, a także takich artystów, jak m.in. Steve Cropper, Steve Potts (znany także jako The MGs) czy Lester Snell. Płyta zatytułowana The Memphis Album miała swoją premierę w listopadzie tegoż roku, zadebiutowała na trzecim miejscu krajowych list najczęściej kupowanych albumów oraz została siódmym najczęściej kupowanym krążkiem australijskiego artysty w tym roku. Krążek uzyskał status podwójnej platynowej płyty w kraju.
Niedługo po powrocie Sebastiana do Australii artysta potwierdził, że na początku 2008 roku wyrusza w trasę koncertową po kraju razem z The MGs. Jeden z koncertów w Melbourne został nagrany oraz ukazał się w formie płyty koncertowej zatytułowanej The Memphis Tour. Wydawnictwo otrzymał nagrodę Helpmann Award za Najlepszy występ podczas współczesnego koncertu w Australii. Płyta uzyskała także nominację do tytułu Najczęściej kupowanego albumu podczas gali ARIA Awards.
Po zakończeniu trasy koncertowej Sebastian ponownie wyjechał do Stanów Zjednoczonych, gdzie rozpoczął pracę nad materiałem na swój piąty album studyjny, nad którym współpracował z Cropperem.

#### 2008–10:Like It Like That

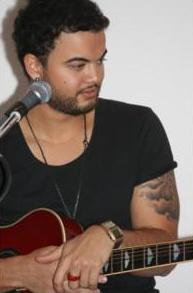
Sebastian podczas koncertu w 2009 roku

W 2008 Sebastian podpisał kontrakt płytowy na wydanie albumu na rynku amerykańskim. W tym celu w listopadzie po raz kolejny wyjechał do Stanów Zjednoczonych, gdzie nagrał utwory we współpracy z zespołem Johna Mayera, który nagrał partie gitarowe oraz kilka chórków na krążek. Na początku 2009 roku artysta przeprowadził się do Nowego Jorku w celu promocji swojej płyty. W celach promocyjnych zagrał kilka koncertów, w tym m.in. podczas SXSW Music Festival w Austin Texas. Jeden z jego nowych utworów, „Like It Like That”, został wybrany na piosenkę przewodnią letniej kampanii reklamowej ramówki telewizji NBC. Sam singiel miał swoją australijską premierę w sierpniu 2009 roku i dotarł do pierwszego miejsca krajowych list przebojów. W październiku tegoż roku ukazała się też długogrająca płyta artysty, zatytułowana Like It Like That, która dotarła do 6. miejsca notowań najczęściej kupowanych albumów oraz uzyskała status platynowej płyty w kraju.
Drugim singlem promującym album został utwór „Art of Love” nagrany w duecie z Jordin Sparks. Piosenka dotarła do ósmego miejsca list przebojów oraz zdobyła status podwójnej platynowej płyty. Pozostałymi numerami promocyjnymi z płyty zostały utwory „All to Myself” i „Never Hold You Down”. W lutym oraz na przełomie czerwca i lipca Sebastian odbywał swoją kolejną trasę koncertową po Australii w ramach promocji nowej płyty. W tym samym roku został wybrany na jurora australijskiej wersji formatu The X Factor, w której opiekował się uczestnikami z grupy Zespoły. W tym samym czasie pracował nad wydaniem swojej ostatniej płyty na rynku amerykańskim, przez co przez kilka miesięcy podróżował między Ameryką a Australią. Od lipca do września odbywał trasę koncertową po West Coast, w ramach której wystąpił m.in. jako support zespołu Chicago podczas ich koncertu w Oregon.

#### 2010–11:Twenty Ten

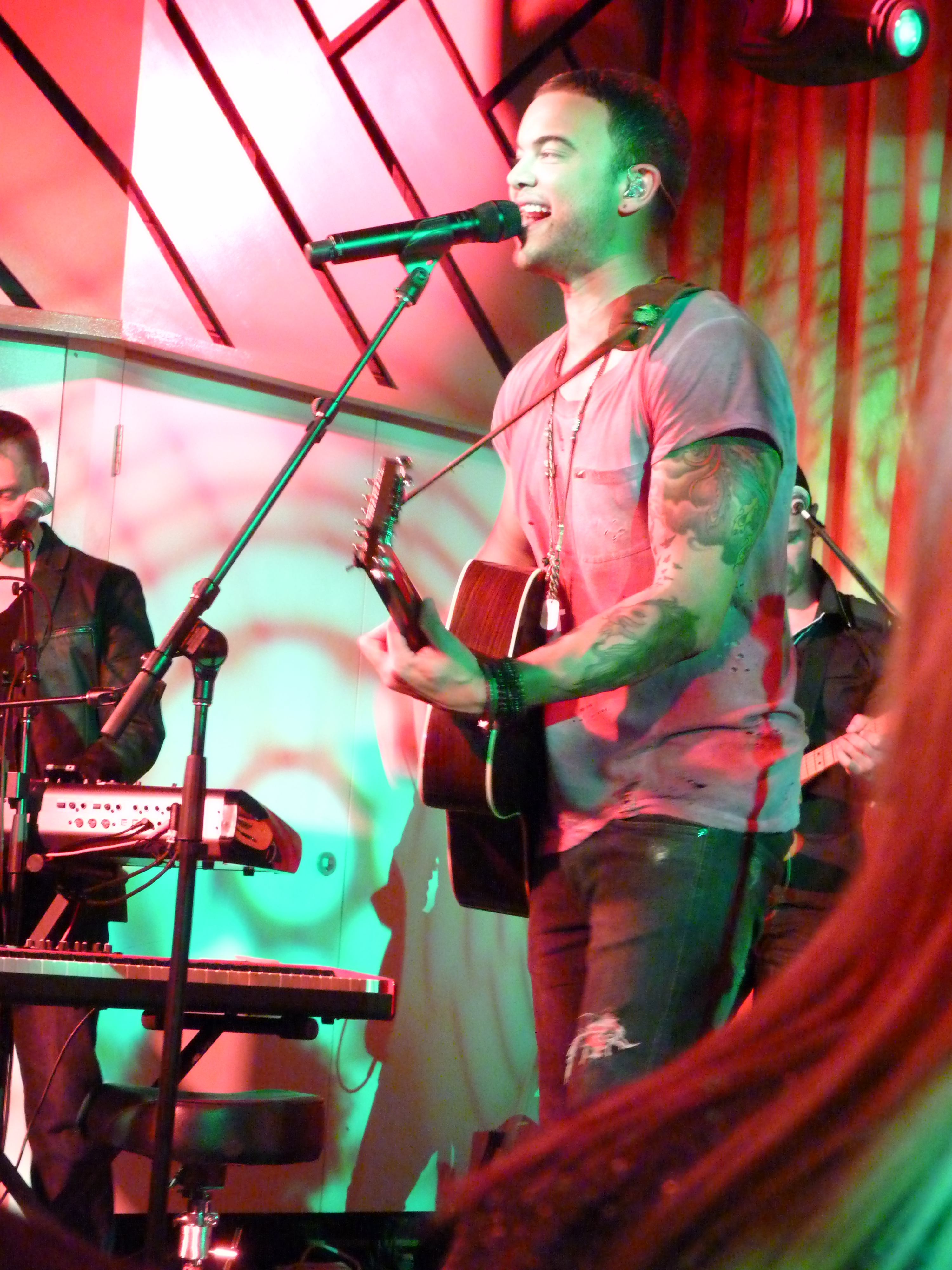
Sebastian podczas koncertu w 2011 roku

W listopadzie 2010 roku ukazała się nowa płyta Sebastiana, zatytułowana Twenty Ten, która dotarła do czwartego miejsca krajowych list najczęściej kupowanych albumów. Krążek pozostawał w pierwszej dziesiątce notowań przez dwanaście tygodni i uzyskał ostatecznie tytuł piątej najczęściej kupowanej płyty australijskiego wykonawcy w 2010 roku. Cztery lata później płyta uzyskała status platynowej. Wydawnictwo składało się z dwóch płyt, z czego na pierwszej znalazło się 18 piosenek z poprzednich płyt Sebastiana oraz dwa nowe utwory, natomiast na drugiej piosenkarz umieścił akustyczne wersje dziesięciu wybranych kompozycji ze swojego repertuaru. Jedynym singlem promującym album został utwór „Who’s That Girl” nagrany we współpracy z raperką Eve. Piosenka dotarła na szczyt australijskich list przebojów i uzyskała status pięciokrotnej platynowej płyty w kraju. Nagranie zapewniło mu także nagrodę za Najczęściej kupowany singiel podczas ceremonii ARIA Awards oraz nominacje do statuetki w kategoriach Singiel roku, Najlepsze wydanie popowe oraz Najpopularniejszy australijski artysta.
W 2011 roku Sebastian występował jako support zespołu Boyzone podczas ich trasy koncertowej po Wielkiej Brytanii, a także przed koncertami Lionela Richiego podczas jego występów w Australii i Nowej Zelandii. Sebastian nagrał z artystą nową wersję jego przeboju „All Night Long” na potrzeby zbiórki pieniędzy dla ofiar powodzi i trzęsienia ziemi w Australii i Nowej Zelandii. Nowa aranżacja utworu trafiła na 12. miejsce list przebojów w Nowej Zelandii i na 26. w Australii. W tym samym roku Sebastian ponownie został jurorem lokalnej wersji programu The X Factor, w której opiekował się grupą Chłopcy poniżej 25 roku życia.

#### 2012:Armageddon

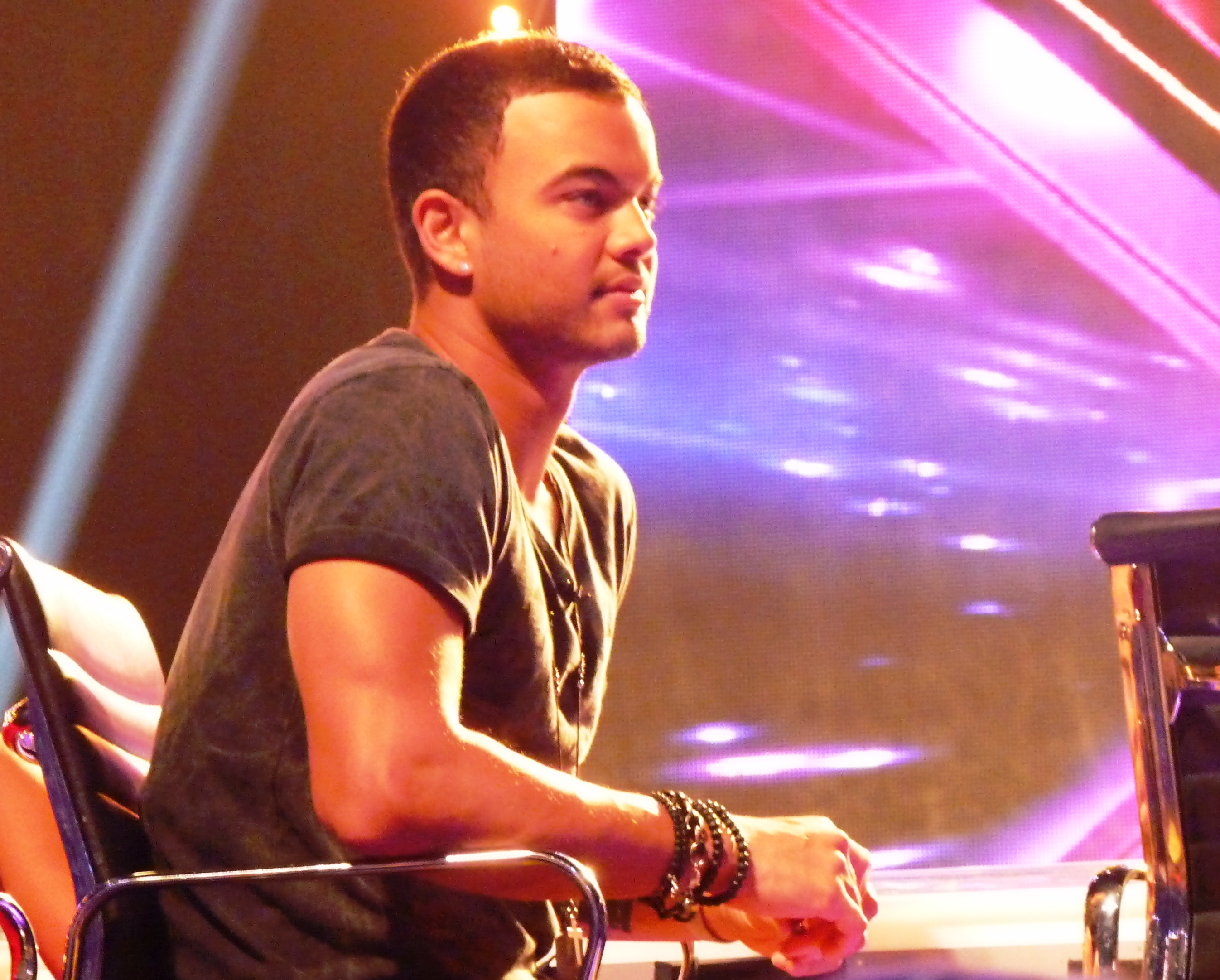
Sebastian w 2012 roku

W listopadzie 2011 roku Sebastian opublikował pierwszy utwór zapowiadający jego nowy album – „Don’t Worry Be Happy”. Jak sam przyznał, piosenka powstała po kłótni z motocyklistą w Los Angeles. Singiel dotarł do piątego miejsca list przebojów w Australii, gdzie otrzymał także status czterokrotnej platynowej płyty. Na początku 2012 roku artysta wyjechał do Stanów Zjednoczonych, gdzie napisał i nagrał większość materiału na nową płytę. W maju ukazał się drugi singiel zapowiadający krążek – „Gold”, który dotarł do 10. miejsca list przebojów oraz uzyskał certyfikat platynowej płyty. Od czerwca do lipca tegoż roku Sebastian odbył trasę koncertową po kraju, podczas której zaprezentował materiał z nowej płyty. W 2012 roku ponownie zasiadł za panelem jurorskim programu The X Factor, w którym opiekował się grupą Powyżej 25 roku życia. W wyborze trzech finalistów pomagała mu Alicia Keys, natomiast całą edycję wygrała jego podopieczna, Samantha Jade.
W sierpniu premierę miał trzeci singel zapowiadający nowy album Sebastiana – „Battle Scars”, w którym gościnnie pojawił się raper Lupe Fiasco. Utwór zadebiutował na pierwszym miejscu australijskiej listy przebojów i po raz szósty pojawił się na szczycie notowania, dzięki czemu został artystą z największą liczbą piosenek na czołowej pozycji list przebojów w Australii, natomiast w ogólnej klasyfikacji zajął trzecie miejsce, tuż za Kylie Minogue i Deltą Goodrem. Singiel został trzecim najczęściej kupowanych utworem w kraju w 2012 roku oraz najczęściej kupowanym singlem australijskiego wykonawcy w historii, dzięki czemu uzyskał status dziewięciokrotnej platynowej płyty. Numer znalazł się także na czwartej płycie studyjnej Fiasco, zatytułowanej Food & Liquor II: The Great American Rap Album Pt. 1.

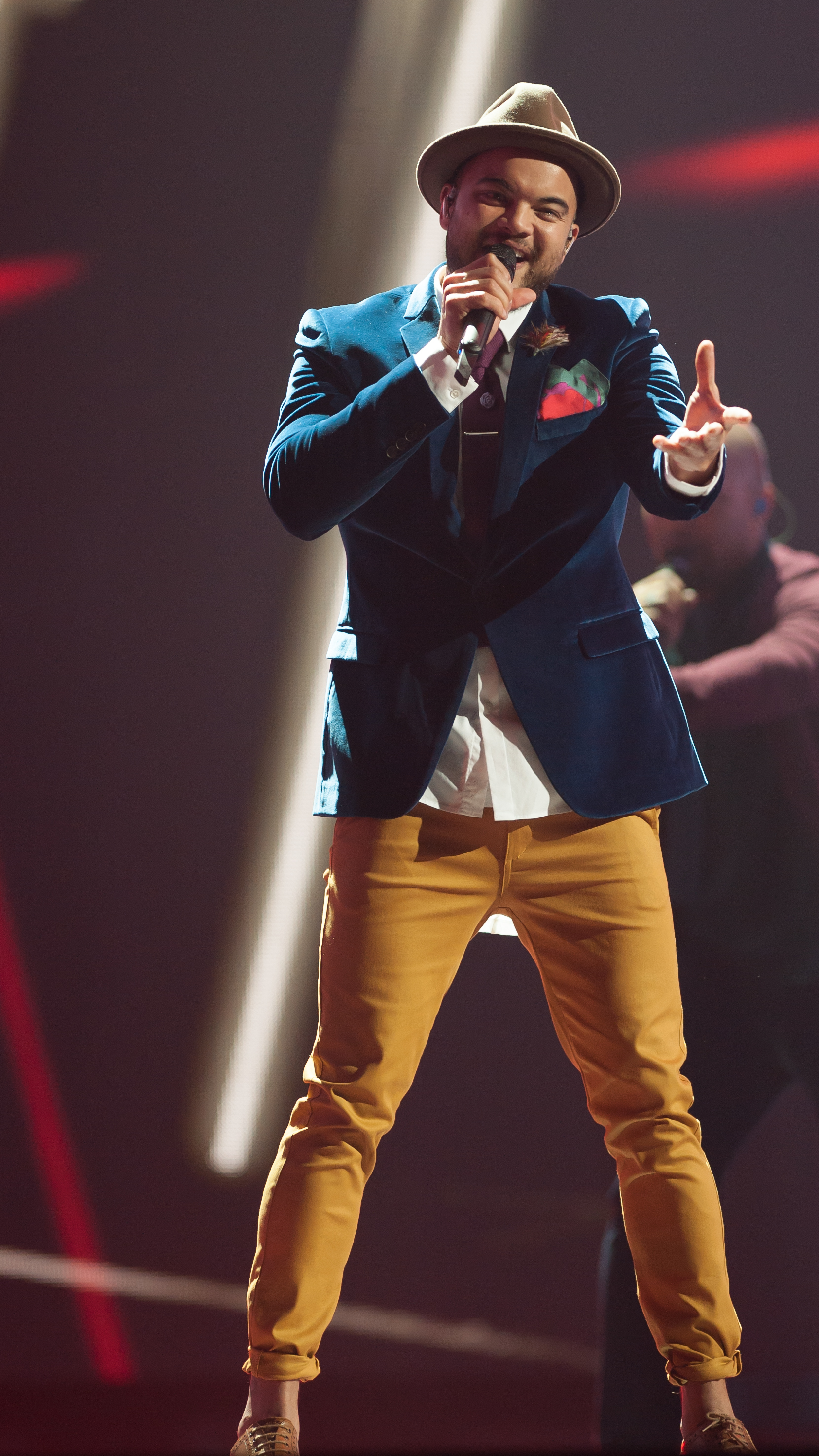
Sebastian podczas prób do występu w finale 60. Konkursu Piosenki Eurowizji w 2015 roku

12 października 2012 roku ostatecznie ukazał się nowy album Sebastiana, zatytułowany Armageddon, który dotarł do pierwszego miejsca listy najczęściej kupowanych krążków w kraju, gdzie uzyskał także status podwójnej platynowej płyty. W tym samym roku wokalista otrzymał nominację do ARIA Awards w kategoriach Najlepsze wydanie popowe i Najlepszy artysta (za „Battle Scars”), a jego singel „Don’t Worry Be Happy” miał szansę na zdobycie statuetki jako Piosenka roku. Czwartym singlem z płyty została piosenka „Get Along”, która otrzymała status podwójnej platynowej płyty w kraju.

#### 2013–14:Madness
W maju 2013 roku Sebastian zaśpiewał jako support przed koncertem Taylor Swift w Australii w ramach jej trasy koncertowej Red Tour. W październiku artysta wydał singel „Like a Drum”, który zapowiadał jego ósmy album studyjny. Utwór zadebiutował na czwartym miejscu krajowej listy przebojów i utrzymał się w pierwszej dziesiątce notowania przez 12 tygodni. Drugim singlem z płyty został numer „Come Home with Me”, a trzecim – „Mama Ain’t Proud”, w którym gościnnie pojawił się 2 Chainz.
Pod koniec listopada 2014 roku premierę miała ósma płyta długogrająca Sebastiana, zatytułowana Madness. Krążek zadebiutował na szóstym miejscu krajowego notowania najczęściej kupowanych płyt oraz zyskał status złotej płyty.

#### Od 2015: Konkurs Piosenki Eurowizji iConscious
W lutym 2015 roku artysta wyruszył w trasę promocyjną po kraju, w trakcie której wykonał materiał z nowego albumu. W marcu został wybrany wewnętrznie przez australijską telewizję Special Broadcasting Service (SBS) na reprezentanta Australii z utworem „Tonight Again” podczas 60. Konkursu Piosenki Eurowizji organizowanego w Wiedniu. Przed występem w konkursie Sebastian wyruszył w trasę promocyjną, w ramach której zaśpiewał m.in. podczas imprezy Eurovision in Concert przygotowywanej w Amsterdamie. 23 maja wystąpił dwunasty w kolejności podczas finału Konkursu Piosenki Eurowizji. Zajął ostatecznie piąte miejsce ze 196 punktami na koncie, w tym m.in. z maksymalnymi notami 12 punktów od Austrii i Szwecji. W sierpniu i wrześniu Guy Sebastian odbył trasę koncertową po Europie. Był nominowany do ARIA Music Awards w kategorii Najlepszy artysta. Jesienią powrócił do funkcji jurora w australijskiej wersji programu The X Factor.
W listopadzie 2015 roku wydał utwór „Black & Blue”, który był głównym singlem zapowiadającym jego dziewiąty album studyjny. Singel zadebiutował na 17. miejscu krajowej listy przebojów i uzyskał status złotej płyty. W styczniu i lutym 2016 roku Guy Sebastian odbył australijską trasę koncertową, w ramach której zagrał w 35 miastach.

## Dyskografia

### Albumy studyjne
- Just as I Am (2003)
- Beautiful Life (2004)
- Closer to the Sun (2006)
- The Memphis Album (2007)
- Like it Like That (2009)
- Armageddon (2012)
- Madness (2014)
- Conscious (2017)

### Single
- „Angels Brought Me Here” – 2003
- „Rise Up” – 2003
- „All I Need Is You” – 2004
- „Out with My Baby” – 2004
- „Kryptonite” – 2004
- „Oh Oh” – 2005
- „Taller, Stronger, Better” – 2006
- „Elevator Love” – 2006
- „Cover on My Heart” – 2007
- „Like It Like That” – 2009
- „Art of Love” (feat. Jordin Sparks) – 2009
- „All to Myself” – 2010
- „Never Hold You Down” – 2010
- „Who’s That Girl” (feat. Eve) – 2010
- „All Night Long” (Lionel Richie feat. Guy Sebastian) – 2011
- „Don’t Worry Be Happy” – 2011
- „Gold” – 2012
- „Battle Scars” (& Lupe Fiasco) – 2012
- „Message in a Bottle” – 2012
- „Get Along” – 2012
- „Bed of Clouds” (& Swift K.I.D.) – 2013
- „Dare to be Square” – 2013
- „Like a Drum” – 2013
- „Come Home With Me” – 2014
- „Tonight Again” – 2015